# Liste der denkmalgeschützten Objekte in Komárno
Die Liste der denkmalgeschützten Objekte in Komárno enthält die 97 nach slowakischen Denkmalschutzvorschriften geschützten Objekte in der Gemeinde Komárno im Okres Komárno.

## Denkmäler
| Foto |                 | Denkmal / č. ÚZPF                                           | Standort / Konskr. Nr.                                         | Offizielle Beschreibung                            | Beschreibung                                                                         | Metadaten                                                                      |
| ---- | --------------- | ----------------------------------------------------------- | -------------------------------------------------------------- | -------------------------------------------------- | ------------------------------------------------------------------------------------ | ------------------------------------------------------------------------------ |
|      | Datei hochladen | Gedenktafel(sk) ObjektID: 401-299/0                         | KG: Komárno Konskr.Nr.:                                        | sov.armáda;                                        | für die Sowjetarmee                                                                  | č. NKP: 401-299/0 Stand des NKP: 2012-02-08 Name: TABUĽA PAMÄTNÁ               |
| BW   | Datei hochladen | Gedenktafel(sk) ObjektID: 401-300/0                         | Standort KG: Komárno Konskr.Nr.:                               | obnova mostu;                                      | für die Brückenrenovierung                                                           | č. NKP: 401-300/0 Stand des NKP: 2012-02-08 Name: TABUĽA PAMÄTNÁ               |
|      | Datei hochladen | Grab mit Grabstein(sk) ObjektID: 401-2143/0                 | KG: Komárno Konskr.Nr.:                                        | Šulek J.Ľ.;1822-1849,národovec                     | des J. Ľ. Šulek, Nationalist                                                         | č. NKP: 401-2143/0 Stand des NKP: 2012-02-08 Name: HROB S NÁHROBNÍKOM          |
| ja   | Datei hochladen | Gedenktafel(sk) ObjektID: 401-296/0                         | Biskupa Királya ul. 10 Standort KG: Komárno Konskr.Nr.:        | Jókai Mór;1825-1904,spisovateľ                     | Mór Jókai, Schriftsteller                                                            | č. NKP: 401-296/0 Stand des NKP: 2012-02-08 Name: TABUĽA PAMÄTNÁ               |
| BW   | Datei hochladen | Säule(sk) ObjektID: 401-2160/1                              | Cintorínsky rad Standort KG: Komárno Konskr.Nr.:               | kamenný;                                           |                                                                                      | č. NKP: 401-2160/1 Stand des NKP: 2012-02-08 Name: STĹP                        |
| BW   | Datei hochladen | Kreuz mit Gekreuzigtem(sk) ObjektID: 401-2160/2             | Cintorínsky rad Standort KG: Komárno Konskr.Nr.:               | Ukrižovaný Kristus;socha Krista na kríži           | der Gekreuzigte                                                                      | č. NKP: 401-2160/2 Stand des NKP: 2012-02-08 Name: KRÍŽ S KORPUSOM             |
| ja   | Datei hochladen | Gemeinschaftsgrab und Grabdenkmal(sk) ObjektID: 401-10996/0 | Cintorínsky rad KG: Komárno Konskr.Nr.:                        | padlí r.1919;Hroby a pomník padlým r.1919          | für die Gefallenen der Revolution 1919                                               | č. NKP: 401-10996/0 Stand des NKP: 2012-02-08 Name: HROB SPOLOČNÝ S POMNÍKOM   |
| ja   | Datei hochladen | Gemeinschaftsgrab(sk) ObjektID: 401-293/0                   | Cintorínsky rad 1181 KG: Komárno Konskr.Nr.: 1181              | maďarská ČA;vojaci maď.ČA padlí 1. Mai 1919        | für die gefallenen ungarischen Soldaten des 1. Mai 1919                              | č. NKP: 401-293/0 Stand des NKP: 2012-02-08 Name: HROB SPOLOČNÝ                |
|      | Datei hochladen | Denkmal(sk) ObjektID: 401-294/0                             | Cintorínsky rad 1181 KG: Komárno Konskr.Nr.: 1181              | obete fašizmu;                                     | für die Opfer des Faschismus                                                         | č. NKP: 401-294/0 Stand des NKP: 2012-02-08 Name: POMNÍK                       |
| ja   | Datei hochladen | Hotel(sk) ObjektID: 401-2167/0                              | Dunajské nábr. 16 Standort KG: Komárno Konskr.Nr.: 1166        | nárožný;Sovietska agencia,Grand                    | Eckhaus, sowjetische Agentur, Grandhotel                                             | č. NKP: 401-2167/0 Stand des NKP: 2012-02-08 Name: HOTEL                       |
|      | Datei hochladen | Befestigungstor(sk) ObjektID: 401-301/1                     | Dunajské nábr. KG: Komárno Konskr.Nr.: 1704                    | palatínska línia;Bratislavská brána                | Tor Bratislava, Pfalzgrafenlinie                                                     | č. NKP: 401-301/1 Stand des NKP: 2012-02-08 Name: BRÁNA OPEVNENIA              |
|      | Datei hochladen | Verschanzung 1(sk) ObjektID: 401-301/2                      | Dunajské nábr. KG: Komárno Konskr.Nr.: 1704                    | palatínska línia;Retranchement I.                  | Pfalzgrafenlinie                                                                     | č. NKP: 401-301/2 Stand des NKP: 2012-02-08 Name: RETRANCHEMENT I.             |
|      | Datei hochladen | Bastion 1(sk) ObjektID: 401-301/3                           | Dunajské nábr. KG: Komárno Konskr.Nr.:                         | palatínska línia;Pozostatky pod terén              | Pfalzgrafenlinie, Überreste unter der Erde                                           | č. NKP: 401-301/3 Stand des NKP: 2012-02-08 Name: BASTIÓN I.                   |
| ja   | Datei hochladen | Kirche(sk) ObjektID: 401-2152/1                             | Františkánska ul. 17 Standort KG: Komárno Konskr.Nr.: 77       | ev.a.v.tolerančný;evanjelický kostol               | evangelische Kirche der Toleranz                                                     | č. NKP: 401-2152/1 Stand des NKP: 2012-02-08 Name: KOSTOL                      |
| ja   | Datei hochladen | Pfarrhof(sk) ObjektID: 401-2152/2                           | Františkánska ul. 15 Standort KG: Komárno Konskr.Nr.: 76       | ev.a.v.;evanjelická fara                           | evangelische Pfarrei                                                                 | č. NKP: 401-2152/2 Stand des NKP: 2012-02-08 Name: FARA                        |
| BW   | Datei hochladen | Bürgerhaus(sk) ObjektID: 401-2152/3                         | Františkánska ul. 19 Standort KG: Komárno Konskr.Nr.: 78       | radový;Bývalá evanjelická škola                    | ehem. ev. Schule                                                                     | č. NKP: 401-2152/3 Stand des NKP: 2012-02-08 Name: DOM MEŠTIANSKY              |
| ja   | Datei hochladen | Kirche(sk) ObjektID: 401-2155/0                             | Františkánska ul. 33 Standort KG: Komárno Konskr.Nr.: 84       | r.k.Božského srdca;Vojenský kostol,františkánsky   | römisch-katholische Herz-Jesu-Kirche, Franziskaner Militärkirche                     | č. NKP: 401-2155/0 Stand des NKP: 2012-02-08 Name: KOSTOL                      |
| ja   | Datei hochladen | Wasserturm(sk) ObjektID: 401-10948/0                        | Gazdovská ul. Standort KG: Komárno Konskr.Nr.: 782             | vežový;                                            | Turm                                                                                 | č. NKP: 401-10948/0 Stand des NKP: 2012-02-08 Name: VODOJEM                    |
| ja   | Datei hochladen | Kulturhaus(sk) ObjektID: 401-2145/0                         | Hradná ul. 2 Standort KG: Komárno Konskr.Nr.: 142              | solitér;Dôstojnícky pavilón                        | Offiziers-Pavillon                                                                   | č. NKP: 401-2145/0 Stand des NKP: 2012-02-08 Name: DOM KULTÚRNY                |
| ja   | Datei hochladen | Befestigung(sk) ObjektID: 401-302/1                         | Hradná ul. 3 Standort KG: Komárno Konskr.Nr.: 161              | protiturecká;Stará pevnosť                         | gegen die Türken, alte Befestigung                                                   | č. NKP: 401-302/1 Stand des NKP: 2012-02-08 Name: PEVNOSŤ                      |
| BW   | Datei hochladen | Kommandogebäude(sk) ObjektID: 401-302/2                     | Hradná ul. 3 Standort KG: Komárno Konskr.Nr.: 161              | pevnosť nová;Veliteľská budova                     | neue Befestigung, Kommandogebäude                                                    | č. NKP: 401-302/2 Stand des NKP: 2012-02-08 Name: BUDOVA VELITEĽSKÁ            |
| BW   | Datei hochladen | Kaserne(sk) ObjektID: 401-302/3                             | Hradná ul. 3 Standort KG: Komárno Konskr.Nr.: 161              | pevnosť nová;Kasáreň s nádvorím                    | neue Befestigung, Kasernenhof                                                        | č. NKP: 401-302/3 Stand des NKP: 2012-02-08 Name: KASÁRNE                      |
|      | Datei hochladen | Stadtmauer(sk) ObjektID: 401-302/4                          | Hradná ul. 3 KG: Komárno Konskr.Nr.: 161                       | pevnosť nová;Korunná hradba                        | neue Befestigung, Kronenmauer                                                        | č. NKP: 401-302/4 Stand des NKP: 2012-02-08 Name: MÚR HRADBOVÝ                 |
| BW   | Datei hochladen | südliche Bastion(sk) ObjektID: 401-302/5                    | Hradná ul. 3 Standort KG: Komárno Konskr.Nr.: 161              | pevnosť nová;Bastión J + kurtína                   | neue Befestigung, Bastion und Kurtin                                                 | č. NKP: 401-302/5 Stand des NKP: 2012-02-08 Name: BASTIÓN JUŽNÝ                |
| BW   | Datei hochladen | westliche Bastion(sk) ObjektID: 401-302/6                   | Hradná ul. 3 Standort KG: Komárno Konskr.Nr.: 161              | pevnosť nová;Bastión Z + kurtína                   | neue Befestigung, Bastion und Kurtin                                                 | č. NKP: 401-302/6 Stand des NKP: 2012-02-08 Name: BASTIÓN ZÁPADNÝ              |
| ja   | Datei hochladen | nördliche Bastion(sk) ObjektID: 401-302/7                   | Hradná ul. 3 Standort KG: Komárno Konskr.Nr.: 161              | pevnosť nová;Bastión S + kurtína                   | neue Befestigung, Bastion und Kurtin                                                 | č. NKP: 401-302/7 Stand des NKP: 2012-02-08 Name: BASTIÓN SEVERNÝ              |
| ja   | Datei hochladen | Krankenhaus(sk) ObjektID: 401-2151/1                        | Jókaiho ul. 6 Standort KG: Komárno Konskr.Nr.: 3               |                                                    |                                                                                      | č. NKP: 401-2151/1 Stand des NKP: 2012-02-08 Name: ŠPITÁL                      |
| ja   | Datei hochladen | Kapelle(sk) ObjektID: 401-2151/2                            | Jókaiho ul. 4 Standort KG: Komárno Konskr.Nr.: 2               | r.k.sv.Anny;Špitálna kaplnka                       | römisch-katholische Kapelle St. Anna, Krankenhauskapelle                             | č. NKP: 401-2151/2 Stand des NKP: 2012-02-08 Name: KAPLNKA                     |
| ja   | Datei hochladen | Kirche(sk) ObjektID: 401-305/1                              | Jókaiho ul. 31 Standort KG: Komárno Konskr.Nr.: 22             | ref.;kalvínsky kostol                              | reformierte Kirche                                                                   | č. NKP: 401-305/1 Stand des NKP: 2012-02-08 Name: KOSTOL                       |
|      | Datei hochladen | Grabsteinarchiv(sk) ObjektID: 401-305/2                     | Jókaiho ul. KG: Komárno Konskr.Nr.:                            | kameň;náhrobníky 36 ks                             | 36 Steine                                                                            | č. NKP: 401-305/2 Stand des NKP: 2012-02-08 Name: NÁHROBNÍKY-SÚBOR             |
| ja   | Datei hochladen | Kolleg(sk) ObjektID: 401-2101/0                             | Jókaiho ul. 34 Standort KG: Komárno Konskr.Nr.: 15             | solitér,chodbový;Kolégium ref.cirkvi,fara ref.c    | Kollegium der reformierten Kirche, reformierte Pfarrei                               | č. NKP: 401-2101/0 Stand des NKP: 2012-02-08 Name: KOLÉGIUM                    |
| ja   | Datei hochladen | Statuengruppe auf Säule(sk) ObjektID: 401-308/0             | Klapku gen. nám. Standort KG: Komárno Konskr.Nr.:              | sv.Trojica;Morový stĺp                             | Pestsäule, heilige Dreifaltigkeit                                                    | č. NKP: 401-308/0 Stand des NKP: 2012-02-08 Name: SÚSOŠIE NA STĹPE             |
| ja   | Datei hochladen | Denkmal(sk) ObjektID: 401-2099/0                            | Klapku gen. nám. Standort KG: Komárno Konskr.Nr.:              | Klapka György;1820-1892,gen.maď.rev.voj            | für György Klapka, ungarischer Militärkommandant                                     | č. NKP: 401-2099/0 Stand des NKP: 2012-02-08 Name: POMNÍK                      |
| ja   | Datei hochladen | Rathaus(sk) ObjektID: 401-303/0                             | Klapku gen. nám. 1 Standort KG: Komárno Konskr.Nr.: 1          | radová+nárožná,chodbová;mestský úrad,radnica       | Reihen-Eckhaus, Stadtverwaltung                                                      | č. NKP: 401-303/0 Stand des NKP: 2012-02-08 Name: RADNICA                      |
| ja   | Datei hochladen | Stadtpalais(sk) ObjektID: 401-2144/0                        | Klapku gen. nám. 9 Standort KG: Komárno Konskr.Nr.: 187        | radový+nárožný,prejazdový;Zichyho palác            | Reihen-Eckhaus, Passage, Palast Zichy                                                | č. NKP: 401-2144/0 Stand des NKP: 2012-02-08 Name: PALÁC MESTSKÝ               |
| ja   | Datei hochladen | Kirche(sk) ObjektID: 401-307/0                              | Kossútha L. nám. 4 Standort KG: Komárno Konskr.Nr.: 876        | r.k.sv.Rozálie;                                    | römisch-katholische Kirche St. Rosalia                                               | č. NKP: 401-307/0 Stand des NKP: 2012-02-08 Name: KOSTOL                       |
| BW   | Datei hochladen | Verschanzung 4(sk) ObjektID: 401-301/14                     | Okružná ul. Standort KG: Komárno Konskr.Nr.:                   | bastión IV.;Retranchement IV.                      | Bastion 4                                                                            | č. NKP: 401-301/14 Stand des NKP: 2012-02-08 Name: RETRANCHEMENT IV.           |
| BW   | Datei hochladen | Kanonenbastion(sk) ObjektID: 401-301/15                     | Okružná ul. Standort KG: Komárno Konskr.Nr.:                   | bastión IV.;Rondel asanovaný,del                   | Bastion 4                                                                            | č. NKP: 401-301/15 Stand des NKP: 2012-02-08 Name: RONDEL DELOVÝ               |
| BW   | Datei hochladen | Bastion und Graben(sk) ObjektID: 401-301/16                 | Okružná ul. Standort KG: Komárno Konskr.Nr.:                   | bastión IV.;Bastión S priekopou                    | Bastion 4                                                                            | č. NKP: 401-301/16 Stand des NKP: 2012-02-08 Name: BASTIÓN S PRIEKOPOU         |
| BW   | Datei hochladen | linker Kurtin(sk) ObjektID: 401-301/17                      | Okružná ul. Standort KG: Komárno Konskr.Nr.:                   | bastión IV.;Ľavá kurtína a priek                   | Bastion 4, linker Kurtin und ?                                                       | č. NKP: 401-301/17 Stand des NKP: 2012-02-08 Name: KURTÍNA ĽAVÁ                |
| BW   | Datei hochladen | rechter Kurtin(sk) ObjektID: 401-301/18                     | Okružná ul. Standort KG: Komárno Konskr.Nr.:                   | bastión IV.;Pravá kurtína s prie                   | Bastion 4, rechter Kurtin                                                            | č. NKP: 401-301/18 Stand des NKP: 2012-02-08 Name: KURTÍNA PRAVÁ               |
|      | Datei hochladen | Pferdestall(sk) ObjektID: 401-301/19                        | Okružná ul. KG: Komárno Konskr.Nr.:                            | bastión IV.;Stajňa-kone delostr.                   | Bastion 4, Artilleriepferdestall                                                     | č. NKP: 401-301/19 Stand des NKP: 2012-02-08 Name: KONIAREŇ                    |
| BW   | Datei hochladen | Verschanzung 5(sk) ObjektID: 401-301/20                     | Okružná ul. Standort KG: Komárno Konskr.Nr.: 2364              | bastión V.;Retranchement                           | Bastion 5                                                                            | č. NKP: 401-301/20 Stand des NKP: 2012-02-08 Name: RETRANCHEMENT V.            |
| BW   | Datei hochladen | Kanonenrondell 5(sk) ObjektID: 401-301/21                   | Okružná ul. Standort KG: Komárno Konskr.Nr.: 2364              | bastión V.;Delový rondel                           | Bastion 5                                                                            | č. NKP: 401-301/21 Stand des NKP: 2012-02-08 Name: RONDEL DELOVÝ V.            |
| BW   | Datei hochladen | Bastion 5(sk) ObjektID: 401-301/22                          | Okružná ul. Standort KG: Komárno Konskr.Nr.: 2364              | bastión V.;Bastión S priekopou                     | Bastion 5                                                                            | č. NKP: 401-301/22 Stand des NKP: 2012-02-08 Name: BASTIÓN V.                  |
| BW   | Datei hochladen | KURTÍNA ĽAVÁ ObjektID: 401-301/23                           | Okružná ul. Standort KG: Komárno Konskr.Nr.: 2364              | bastión V.;Ľavá kurtína s priek                    | Bastion 5, linker Kurtin                                                             | č. NKP: 401-301/23 Stand des NKP: 2012-02-08 Name: KURTÍNA ĽAVÁ                |
|      | Datei hochladen | Lager für Werkzeuge und Material(sk) ObjektID: 401-301/24   | Okružná ul. KG: Komárno Konskr.Nr.: 2364                       | bastión V.;Sklad nástroj.a mat.                    | Bastion 5,                                                                           | č. NKP: 401-301/24 Stand des NKP: 2012-02-08 Name: SKLAD NÁSTROJOV A MATERIÁLU |
| BW   | Datei hochladen | KURTÍNA S BRÁNOU ObjektID: 401-301/25                       | Okružná ul. Standort KG: Komárno Konskr.Nr.: 271,3497          | bastión V.;Kurtína+Apalská brán                    | Bastion 5, Kurtin und Apálska Tor                                                    | č. NKP: 401-301/25 Stand des NKP: 2012-02-08 Name: KURTÍNA S BRÁNOU            |
|      | Datei hochladen | Kasematten zwischen den Bastionen(sk) ObjektID: 401-301/26  | Okružná ul. KG: Komárno Konskr.Nr.: 271                        | Vážska línia;Medzibastión.kazemat                  | Vážska Linie                                                                         | č. NKP: 401-301/26 Stand des NKP: 2012-02-08 Name: KAZEMATY MEDZIBASTIÓNOVÉ    |
|      | Datei hochladen | Kurtin am Graben(sk) ObjektID: 401-301/27                   | Okružná ul. KG: Komárno Konskr.Nr.: 271                        | Vážska línia;Medzibastión.priest.                  | Vážska Linie                                                                         | č. NKP: 401-301/27 Stand des NKP: 2012-02-08 Name: KURTÍNA S PRIEKOPOU         |
|      | Datei hochladen | südliches Kanonenrondell(sk) ObjektID: 401-301/28           | Okružná ul. KG: Komárno Konskr.Nr.: 271                        | bastión VI.;Delový rondel južný                    | Bastion 6                                                                            | č. NKP: 401-301/28 Stand des NKP: 2012-02-08 Name: RONDEL DELOVÝ JUŽNÝ         |
|      | Datei hochladen | Innenhof(sk) ObjektID: 401-301/29                           | Okružná ul. KG: Komárno Konskr.Nr.: 271                        | bastión VI.;Veľké nádvorie                         | Bastion 6, großer Hof                                                                | č. NKP: 401-301/29 Stand des NKP: 2012-02-08 Name: NÁDVORIE                    |
|      | Datei hochladen | Kommandeurstrakt(sk) ObjektID: 401-301/30                   | Okružná ul. KG: Komárno Konskr.Nr.: 271                        | bastión VI.;Veliteľský trakt str                   | Bastion 6                                                                            | č. NKP: 401-301/30 Stand des NKP: 2012-02-08 Name: TRAKT VELITEĽSKÝ            |
|      | Datei hochladen | nördliches Rondell(sk) ObjektID: 401-301/31                 | Okružná ul. KG: Komárno Konskr.Nr.: 271                        | bastión VI.;Severný rondel                         | Bastion 6                                                                            | č. NKP: 401-301/31 Stand des NKP: 2012-02-08 Name: RONDEL SEVERNÝ              |
|      | Datei hochladen | Innenhof(sk) ObjektID: 401-301/32                           | Okružná ul. KG: Komárno Konskr.Nr.: 271                        | bastión VI.;Malé nádvorie                          | Bastion 6, kleiner Hof                                                               | č. NKP: 401-301/32 Stand des NKP: 2012-02-08 Name: NÁDVORIE                    |
| ja   | Datei hochladen | Bastion 6(sk) ObjektID: 401-301/33                          | Okružná ul. KG: Komárno Konskr.Nr.: 271                        | bastión VI.;Bastión s kazematami                   | Bastion 6                                                                            | č. NKP: 401-301/33 Stand des NKP: 2012-02-08 Name: BASTIÓN VI.                 |
|      | Datei hochladen | Burgmauer(sk) ObjektID: 401-301/34                          | Okružná ul. KG: Komárno Konskr.Nr.: 756                        | úsek medzibastiónový;Carnotov obranný múr          | Carnot Mauer, Abschnitt zwischen den Bastionen                                       | č. NKP: 401-301/34 Stand des NKP: 2012-02-08 Name: MÚR HRADBOVÝ                |
|      | Datei hochladen | Verteidigungswall(sk) ObjektID: 401-301/35                  | Okružná ul. KG: Komárno Konskr.Nr.: 756                        | úsek medzibastiónový;Zemný val s priekopou         | Bodenwall und Graben                                                                 | č. NKP: 401-301/35 Stand des NKP: 2012-02-08 Name: VAL OBRANNÝ                 |
|      | Datei hochladen | Verteidigungsbau(sk) ObjektID: 401-301/36                   | Okružná ul. KG: Komárno Konskr.Nr.: 756                        | bastión VII.;Reduit                                | Bastion 7                                                                            | č. NKP: 401-301/36 Stand des NKP: 2012-02-08 Name: REDUIT                      |
|      | Datei hochladen | Bastion 7(sk) ObjektID: 401-301/37                          | Okružná ul. KG: Komárno Konskr.Nr.: 756                        | bastión VII.;Bastión s valmi a priekop             | Bastion 7                                                                            | č. NKP: 401-301/37 Stand des NKP: 2012-02-08 Name: BASTIÓN VII. S KAZEMATAMI   |
|      | Datei hochladen | Verteidigungsmauer und Tor(sk) ObjektID: 401-301/38         | Okružná ul. KG: Komárno Konskr.Nr.: 756                        | bastión VII.;Hradby+Vážska brána                   | Bastion 7, Mauern und VážskaTor                                                      | č. NKP: 401-301/38 Stand des NKP: 2012-02-08 Name: MÚRY OBRANNÉ S BRÁNAMI      |
| BW   | Datei hochladen | Bürgerhaus(sk) ObjektID: 401-2148/0                         | Palatínova ul. 2 Standort KG: Komárno Konskr.Nr.:              | radový,prejazdový;                                 | Reihenhaus, Passage                                                                  | č. NKP: 401-2148/0 Stand des NKP: 2012-02-08 Name: DOM MEŠTIANSKY              |
| BW   | Datei hochladen | Verwaltungsbau(sk) ObjektID: 401-2161/0                     | Palatínova ul. 8 Standort KG: Komárno Konskr.Nr.: 1064         | radová+nárožná,chodbová;daňový úrad,internát       | Eck-Reihenhaus, (?Finanzamt, Wohnheim?) GE+OSM= Bibliothek Szinnyei und Donaumuseum? | č. NKP: 401-2161/0 Stand des NKP: 2012-02-08 Name: BUDOVA ADMINISTRATÍVNA      |
| ja   | Datei hochladen | Kirche(sk) ObjektID: 401-306/1                              | Palatínova ul. 10 Standort KG: Komárno Konskr.Nr.: 1065        | r.k.sv.Ondreja;kostol sv.Ondreja                   | römisch-katholische Kirche St. Andreas                                               | č. NKP: 401-306/1 Stand des NKP: 2012-02-08 Name: KOSTOL                       |
| BW   | Datei hochladen | Jesuitenkolleg(sk) ObjektID: 401-306/2                      | Palatínova ul. 10 Standort KG: Komárno Konskr.Nr.: 1066        | radové,chodbové;rehoľný dom rádu sv.Benedikta      | Reihenhaus, Ordenshaus des heiligen Benedikt                                         | č. NKP: 401-306/2 Stand des NKP: 2012-02-08 Name: KOLÉGIUM JEZUITOV            |
| ja   | Datei hochladen | Museum(sk) ObjektID: 401-295/1                              | Palatínova ul. 13 Standort KG: Komárno Konskr.Nr.: 1028        | radové+nárožné;Podunajské múzeum                   | Reihen-Eckhaus, Donau-Museum                                                         | č. NKP: 401-295/1 Stand des NKP: 2012-02-08 Name: MÚZEUM                       |
| ja   | Datei hochladen | Denkmal(sk) ObjektID: 401-295/2                             | Palatínova ul. Standort KG: Komárno Konskr.Nr.:                | Jókai Mór;1825-1904,spisovateľ                     | für Mór Jókai, Schriftsteller                                                        | č. NKP: 401-295/2 Stand des NKP: 2012-02-08 Name: POMNÍK                       |
| BW   | Datei hochladen | Kirche(sk) ObjektID: 401-304/1                              | Palatínova ul. 32 Standort KG: Komárno Konskr.Nr.: 1075        | prav.Obetovania P.M.;Srbský kostol                 | orthodoxe Kirche Opfer Mariä, serbische Kirche                                       | č. NKP: 401-304/1 Stand des NKP: 2012-02-08 Name: KOSTOL                       |
| BW   | Datei hochladen | Grab mit Grabstein(sk) ObjektID: 401-304/2                  | Palatínova ul. Standort KG: Komárno Konskr.Nr.:                | Davidovič P. maršal;1797-1814, veliteľ K. pevnosti | des P. Davidovič, Marschall, Kommandeur der ?-kräfte                                 | č. NKP: 401-304/2 Stand des NKP: 2012-02-08 Name: HROB S NÁHROBNÍKOM           |
| BW   | Datei hochladen | Grabsteinarchiv(sk) ObjektID: 401-304/3                     | Palatínova ul. Standort KG: Komárno Konskr.Nr.:                | kameň;                                             |                                                                                      | č. NKP: 401-304/3 Stand des NKP: 2012-02-08 Name: NÁHROBNÍKY-SÚBOR             |
| ja   | Datei hochladen | Kapelle(sk) ObjektID: 401-2159/0                            | Palatínova ul. 35 Standort KG: Komárno Konskr.Nr.:             | r.k.sv.Jozefa;                                     | römisch-katholische Kapelle St. Joseph                                               | č. NKP: 401-2159/0 Stand des NKP: 2012-02-08 Name: KAPLNKA                     |
| ja   | Datei hochladen | Gericht(sk) ObjektID: 401-2147/0                            | Pohraničná ul. 6 Standort KG: Komárno Konskr.Nr.: 899          | solitér,chodbový;býv.župný súd,okresný súd         | ehem. Amtsgericht, Bezirksgericht                                                    | č. NKP: 401-2147/0 Stand des NKP: 2012-02-08 Name: SÚD                         |
| BW   | Datei hochladen | Verschanzung 2(sk) ObjektID: 401-301/4                      | Priateľstva ul. Standort KG: Komárno Konskr.Nr.: 1372          | bastión II.;Retranchement II.                      | Bastion 2                                                                            | č. NKP: 401-301/4 Stand des NKP: 2012-02-08 Name: RETRANCHEMENT II.            |
| BW   | Datei hochladen | Kanonenrondell(sk) ObjektID: 401-301/5                      | Priateľstva ul. Standort KG: Komárno Konskr.Nr.: 1372          | bastión II.;Delový rondel                          | Bastion 2                                                                            | č. NKP: 401-301/5 Stand des NKP: 2012-02-08 Name: RONDEL DELOVÝ                |
| BW   | Datei hochladen | Bastion 2(sk) ObjektID: 401-301/6                           | Priateľstva ul. Standort KG: Komárno Konskr.Nr.: 1372          | bastión II.;Bastión+sklad munič.                   | Bastion 2, Munitionslager                                                            | č. NKP: 401-301/6 Stand des NKP: 2012-02-08 Name: BASTIÓN II.                  |
| BW   | Datei hochladen | linker Kurtin(sk) ObjektID: 401-301/7                       | Priateľstva ul. Standort KG: Komárno Konskr.Nr.: 1372          | bastión II.;Ľavá kurtína s priek                   | Bastion 2                                                                            | č. NKP: 401-301/7 Stand des NKP: 2012-02-08 Name: KURTÍNA ĽAVÁ                 |
| BW   | Datei hochladen | rechter Kurtin(sk) ObjektID: 401-301/8                      | Priateľstva ul. Standort KG: Komárno Konskr.Nr.: 1372          | bastión II.;Pravá kurtína s prie                   | Bastion 2                                                                            | č. NKP: 401-301/8 Stand des NKP: 2012-02-08 Name: KURTÍNA PRAVÁ                |
| BW   | Datei hochladen | Verschanzung 3(sk) ObjektID: 401-301/9                      | Priateľstva ul. Standort KG: Komárno Konskr.Nr.: 1374,3449     | bastión III.;Retranchement III.                    | Bastion 3                                                                            | č. NKP: 401-301/9 Stand des NKP: 2012-02-08 Name: RETRANCHEMENT III.           |
| BW   | Datei hochladen | Kanonenrondell(sk) ObjektID: 401-301/10                     | Priateľstva ul. Standort KG: Komárno Konskr.Nr.: 3450          | bastión III.;Delový rondel                         | Bastion 3                                                                            | č. NKP: 401-301/10 Stand des NKP: 2012-02-08 Name: RONDEL DELOVÝ               |
| BW   | Datei hochladen | Bastion 3 mit Lager(sk) ObjektID: 401-301/11                | Priateľstva ul. Standort KG: Komárno Konskr.Nr.: 3451          | bastión III.;Bastión s muničným skladom            | Bastion 3, Bastion der Waffenkammer                                                  | č. NKP: 401-301/11 Stand des NKP: 2012-02-08 Name: BASTIÓN III. SO SKLADOM     |
| BW   | Datei hochladen | linker Kurtin(sk) ObjektID: 401-301/12                      | Priateľstva ul. Standort KG: Komárno Konskr.Nr.: 1374          | bastión III.;Ľavá kurtína s priek                  | Bastion 3                                                                            | č. NKP: 401-301/12 Stand des NKP: 2012-02-08 Name: KURTÍNA ĽAVÁ                |
| BW   | Datei hochladen | rechter Kurtin(sk) ObjektID: 401-301/13                     | Priateľstva ul. Standort KG: Komárno Konskr.Nr.: 3487          | bastión III.;Kurtína+Gutská brána                  | Bastion 3, Kurtin + Gútsky Tor                                                       | č. NKP: 401-301/13 Stand des NKP: 2012-02-08 Name: KURTÍNA PRAVÁ               |
| ja   | Datei hochladen | Denkmal(sk) ObjektID: 401-2142/0                            | Senný trh Standort KG: Komárno Konskr.Nr.:                     | umučení antifašisti;Obetiam protifaš.odb           | Denkmal für die Opfer des Faschismus                                                 | č. NKP: 401-2142/0 Stand des NKP: 2012-02-08 Name: POMNÍK                      |
| ja   | Datei hochladen | Denkmal(sk) ObjektID: 401-2097/0                            | Štefánikovo nám. Standort KG: Komárno Konskr.Nr.:              | Štefánik M.R.;1880-1919,politik,vojak              | für Milan Rastislav Štefánik, Politiker, Soldat                                      | č. NKP: 401-2097/0 Stand des NKP: 2012-02-08 Name: POMNÍK                      |
|      | Datei hochladen | Denkmal(sk) ObjektID: 401-2098/0                            | Štefánikovo nám. KG: Komárno Konskr.Nr.:                       | dunajská flotila;pomník oslobodenia                | für die Donauflotte, Denkmal der Befreiung                                           | č. NKP: 401-2098/0 Stand des NKP: 2012-02-08 Name: POMNÍK                      |
| BW   | Datei hochladen | Batterie 10(sk) ObjektID: 401-301/44                        | Tabaková ul. Standort KG: Komárno Konskr.Nr.: 837              | batérie Vážskej línie;Batéria X.                   | Vážskej-Linie                                                                        | č. NKP: 401-301/44 Stand des NKP: 2012-02-08 Name: BATÉRIA X.                  |
| BW   | Datei hochladen | Batterie 11(sk) ObjektID: 401-301/46                        | Tabaková ul. Standort KG: Komárno Konskr.Nr.: 169              | batérie Vážskej línie;Batéria XI.                  | Vážskej-Linie                                                                        | č. NKP: 401-301/46 Stand des NKP: 2012-02-08 Name: BATÉRIA XI.                 |
|      | Datei hochladen | Burgmauer(sk) ObjektID: 401-301/47                          | Tabaková ul. KG: Komárno Konskr.Nr.:                           | batérie Vážskej línie;Múr a priekopa a val         | Vážskej-Linie, Mauer, Graben und Wall                                                | č. NKP: 401-301/47 Stand des NKP: 2012-02-08 Name: MÚR HRADBOVÝ                |
| BW   | Datei hochladen | Burgmauer(sk) ObjektID: 401-301/45                          | Tabaková ul.-Vnútorná okružná Standort KG: Komárno Konskr.Nr.: | batérie Vážskej línie;Múr a priekopa a val         | Vážskej-Linie, Mauer, Graben und Wall                                                | č. NKP: 401-301/45 Stand des NKP: 2012-02-08 Name: MÚR HRADBOVÝ                |
|      | Datei hochladen | Batterie 8(sk) ObjektID: 401-301/39                         | Vnútorná Okružná ul. KG: Komárno Konskr.Nr.: 1222              | batérie Vážskej línie;Batéria VIII.                | Vážskej-Linie                                                                        | č. NKP: 401-301/39 Stand des NKP: 2012-02-08 Name: BATÉRIA VIII.               |
|      | Datei hochladen | Batterie 8 1/2(sk) ObjektID: 401-301/40                     | Vnútorná Okružná ul. KG: Komárno Konskr.Nr.: 1222              | batérie Vážskej línie;Batéria VIII.1/2             | Vážskej-Linie                                                                        | č. NKP: 401-301/40 Stand des NKP: 2012-02-08 Name: BATÉRIA VIII1/2.            |
|      | Datei hochladen | Burgmauer(sk) ObjektID: 401-301/41                          | Vnútorná okružná ul. KG: Komárno Konskr.Nr.:                   | batérie Vážskej línie;Carnotov múr s priek.+val    | Vážskej-Linie, Carnot Mauer, Graben und Wall                                         | č. NKP: 401-301/41 Stand des NKP: 2012-02-08 Name: MÚR HRADBOVÝ                |
|      | Datei hochladen | Batterie 9(sk) ObjektID: 401-301/42                         | Vnútorná okružná ul. KG: Komárno Konskr.Nr.:                   | batérie Vážskej línie;Batéria IX.                  | Vážskej-Linie                                                                        | č. NKP: 401-301/42 Stand des NKP: 2012-02-08 Name: BATÉRIA IX.                 |
|      | Datei hochladen | Burgmauer(sk) ObjektID: 401-301/43                          | Vnútorná okružná ul. KG: Komárno Konskr.Nr.:                   | batérie Vážskej línie;Múr a priekopa a val         | Vážskej-Linie, Mauer, Graben und Wall                                                | č. NKP: 401-301/43 Stand des NKP: 2012-02-08 Name: MÚR HRADBOVÝ                |
| BW   | Datei hochladen | Wohnhaus Apotheke(sk) ObjektID: 401-11700/0                 | Župná ul. 2 Standort KG: Komárno Konskr.Nr.: 1143              | nárožný;Lekáreň Kovács                             | Eckhaus, Apotheke Kovács                                                             | č. NKP: 401-11700/0 Stand des NKP: 2012-02-08 Name: DOM BYTOVÝ S LEKÁRŇOU      |
| BW   | Datei hochladen | Bezirkshaus(sk) ObjektID: 401-2146/0                        | Župná ul. 15 Standort KG: Komárno Konskr.Nr.: 1142             | nárožný,chodbový;okresný úrad,archív               | Eckhaus, Landratsamt-Archiv                                                          | č. NKP: 401-2146/0 Stand des NKP: 2012-02-08 Name: DOM ŽUPNÝ                   |
| BW   | Datei hochladen | Park(sk) ObjektID: 401-2533/1                               | Darányiho ul. 16 Standort KG: Nová Stráž Konskr.Nr.:           | park pri kaštieli                                  | Park an der Villa                                                                    | č. NKP: 401-2533/1 Stand des NKP: 2012-02-08 Name: PARK                        |

## Legende
Die Tabelle enthält im Einzelnen folgende Informationen:
| Foto:                    | Fotografie des Denkmals. |
| Denkmal / č. ÚZPF:       | Die Übersetzung der Bezeichnung des Denkmals, wie sie vom Slowakischen Denkmalamt (Pamiatkový úrad Slovenskej republiky) verwendet wird. Die Originalbezeichnung ist unter dem Fragezeichen angegeben. Fehlt die Übersetzung, so wird die Originalbezeichnung direkt angezeigt. Weiters ist die Objekt-Identifikationsnummer (Objekt ID) angeführt. Sie ist die offizielle, in der Slowakei eindeutige Nummer č. ÚZPF inklusive der zugehörigen Zählnummer, wie sie in den Daten des Denkmalamtes angegeben wird. Da diese nur innerhalb eines Landkreises gezählt wird, ist dessen Nummer der Denkmalnummer vorangestellt. |
| Standort:                | Wenn in der Liste vorhanden, ist die Adresse angegeben. In Klammern kann sich noch eine zusätzliche Adresse befinden, wenn es beispielsweise ein Eckhaus ist. Bei freistehenden Objekten ohne Adresse (zum Beispiel bei Bildstöcken) ist eine Adresse angegeben, die in der Nähe des Objekts liegt. Durch Aufruf des Links Standort wird die Lage des Denkmals in verschiedenen Kartenprojekten angezeigt. Darunter sind die Katastralgemeinde (KG) und, wenn vorhanden, die Konskriptionsnummer (Konskr. Nr.) angegeben.                                                                                                   |
| Offizielle Beschreibung: | Es ist die Kurzbeschreibung auf Slowakisch, wie sie in den offiziellen Listen angegeben ist, eingetragen. |
| Beschreibung:            | Kurze Angaben zum Denkmal auf Deutsch. |
| Metadaten:               | Zusätzlich werden, wenn in den persönlichen Einstellungen das Helferlein Dauerhaftes Einblenden von Metadaten aktiviert ist, ebensolche angezeigt. |

- Karte mit allen Koordinaten:
- OSM |
- WikiMap